# Abdon Sgarbi
Abdon Sgarbi (Badia Polesine, 29 marzo 1903 – Viserba, 18 agosto 1929) è stato un calciatore italiano, di ruolo centrocampista.

## Carriera

Sgarbi al Milan

Sgarbi crebbe calcisticamente nella SPAL. Fece parte della formazione che nel 1922 perse la semifinale contro la Sampierdarenese a Milano dopo i tempi supplementari per l'aggiudicazione del titolo italiano, poi vinto dalla Novese.
Restò a Ferrara sino al 1927, anno in cui viene ceduto al Milan. Precede, pertanto, altri ferraresi che vestiranno, di lì a qualche anno, la maglia del Milan: Mario Romani e Aldo Barbieri. Con i rossoneri giocò, nel corso di due campionati, 62 gare, segnando 5 reti, oltre a 2 partite di qualificazione della Coppa Mitropa. Del Milan fu il capitano ed il giocatore simbolo.
Esordì in azzurro accanto a Combi, Rosetta e Schiavio contro la Germania il 28 aprile 1929 a Torino, in una partita persa dall'Italia per 2-1.
Per Sgarbi si profilava un'importante carriera, ma a seguito di una improvvisa e fulminea malattia, un'infezione tifoidea, il giovane calciatore scomparve nell'agosto dello stesso anno del suo esordio in Nazionale, a Viserba vicino a Rimini, a soli 26 anni, lasciando sgomenti familiari, amici e tanti tifosi.
Un suo nipote, che portava il suo stesso nome, è stato un industriale del settore metallurgico a Ferrara.

## Statistiche

### Cronologia presenze e reti in nazionale
| Cronologia completa delle presenze e delle reti in nazionale ― Italia | Cronologia completa delle presenze e delle reti in nazionale ― Italia | Cronologia completa delle presenze e delle reti in nazionale ― Italia | Cronologia completa delle presenze e delle reti in nazionale ― Italia | Cronologia completa delle presenze e delle reti in nazionale ― Italia | Cronologia completa delle presenze e delle reti in nazionale ― Italia | Cronologia completa delle presenze e delle reti in nazionale ― Italia | Cronologia completa delle presenze e delle reti in nazionale ― Italia |
| Data                                                                  | Città                                                                 | In casa                                                               | Risultato                                                             | Ospiti                                                                | Competizione                                                          | Reti                                                                  | Note                                                                  |
| --------------------------------------------------------------------- | --------------------------------------------------------------------- | --------------------------------------------------------------------- | --------------------------------------------------------------------- | --------------------------------------------------------------------- | --------------------------------------------------------------------- | --------------------------------------------------------------------- | --------------------------------------------------------------------- |
| 28-4-1929                                                             | Torino                                                                | Italia                                                                | 1 – 2                                                                 | Germania                                                              | Amichevole                                                            | -                                                                     |                                                                       |
| Totale                                                                |                                                                       | Presenze                                                              | 1                                                                     |                                                                       | Reti                                                                  | 0                                                                     |                                                                       |

## Palmarès

### Club

#### Competizioni nazionali
- Seconda Divisione: 1

SPAL: 1925-1926